# Walther von Corswant

Walther von Corswant

Walther von Corswant (* 14. April 1886 in Gumbinnen; † 12. Dezember 1942 in Greifswald) war ein deutscher Politiker (NSDAP), MdR und Landrat im Landkreis Greifswald.

## Leben und Wirken

### Frühe Jahre

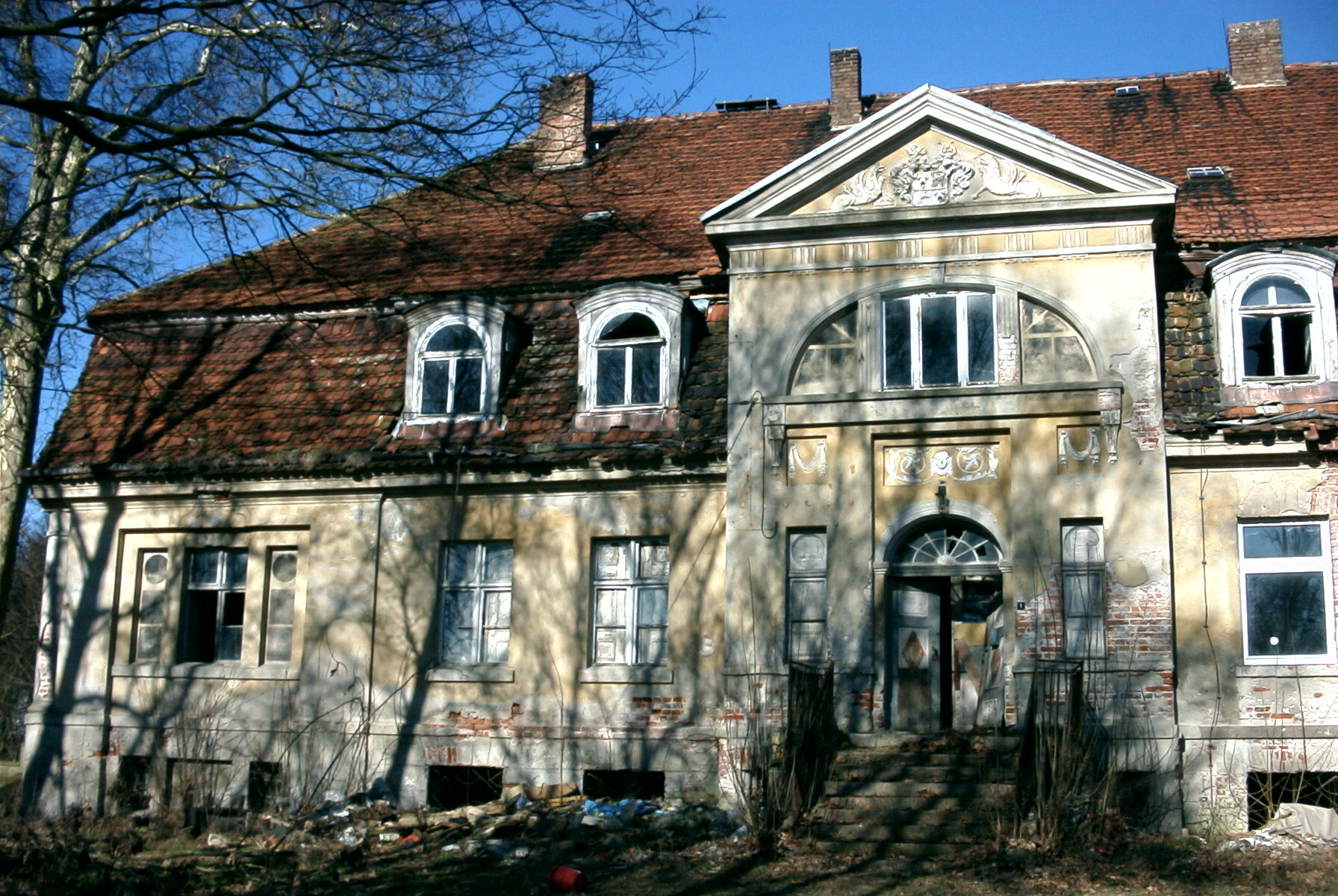
Teil des Gutshauses Kuntzow mit Wappen

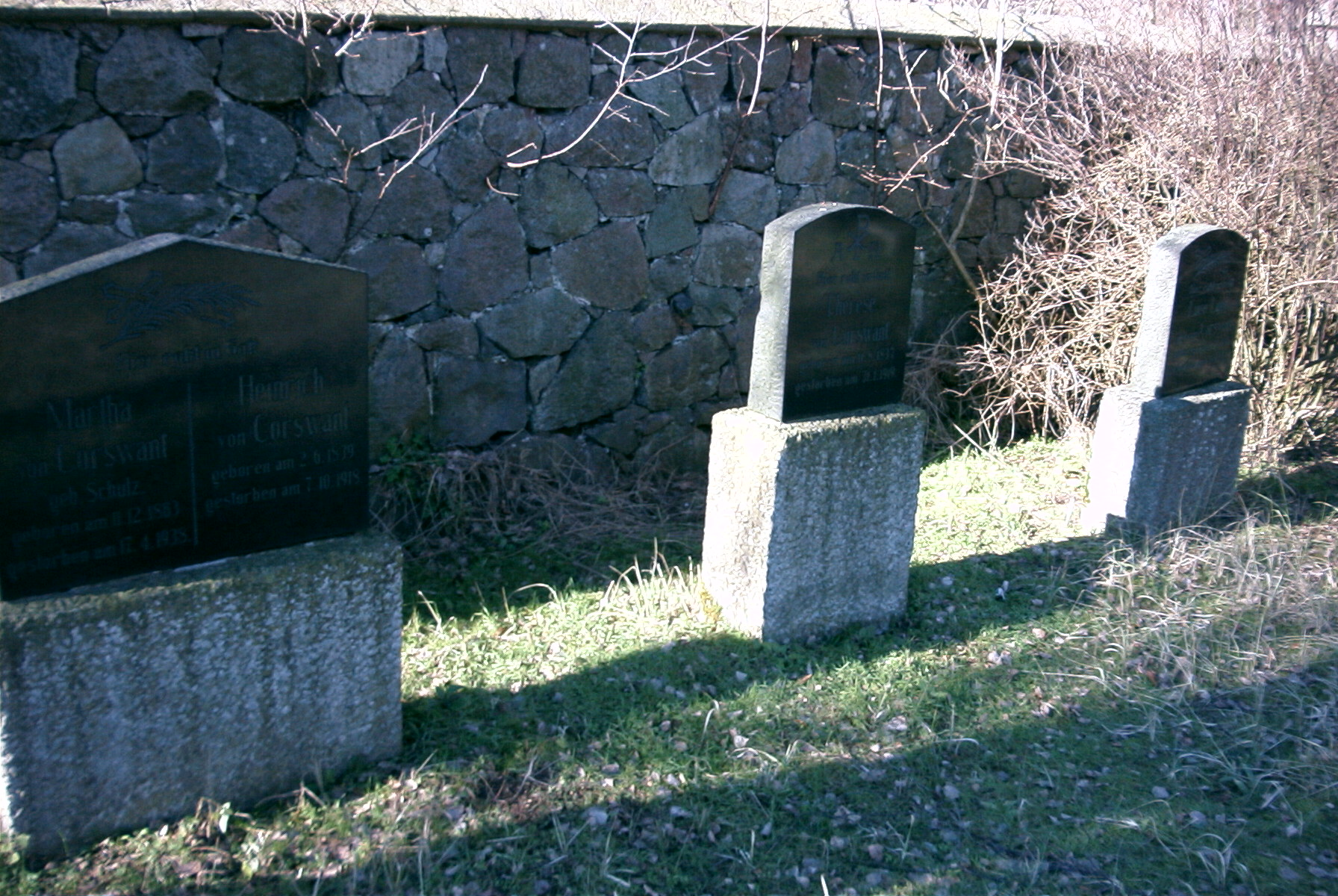
Grabstellen Corswant in Kuntzow

Walther von Corswant wurde 1886 als Sohn eines Fideikommissbesitzers geboren. Seine Eltern waren Martha Schulz und Heinrich von Corswant (1839–1918). 
Nach dem Besuch der Volksschule und des Gymnasiums sowie einem Jahr beim Militär wurde er ein Semester lang an der Kolonialschule in Witzenhausen ausgebildet. Anschließend arbeitete er sechs Semester lang als Pflanzer in den deutschen Überseebesitzungen: zuerst in Kamerun, dann in Neuguinea. Aufgrund einer Erkrankung verließ Corswant die Tropen und kehrte nach Deutschland zurück. Nach der Genesung von seiner Krankheit studierte er ein Semester lang an der landwirtschaftlichen Hochschule in Jena. Nach der Absolvierung eines einjährigen Volontariats in der Landwirtschaft übernahm Corswant das Gut seiner Eltern, das Gut Kuntzow im Kreis Greifswald. Unter den Fideikommissbesitzern in Pommern galt Corswant allerdings als Außenseiter.
Am Ersten Weltkrieg nahm Corswant als Angehöriger des 2. Gardeinfanterieregiments zu Fuß teil, bevor er aufgrund des Wiederausbruchs seines in den Tropen erworbenen Magenleidens aus dem Militärdienst ausschied und erneut in der Landwirtschaft tätig wurde.

### Karriere in der NS-Bewegung
Corswant trat erstmals 1923 in die NSDAP ein. Nach dem Verbot und der Wiederzulassung der Partei trat er dieser erneut zum 10. Juni 1925 bei (Mitgliedsnummer 7.342) und wurde dann Gründer der NSDAP in Pommern.
Von 1927 bis zum 1. April 1931 amtierte Corswant, nicht ganz unumstritten beim linken Parteiflügel, als Gauleiter des NSDAP-Gaus Pommern. Nach einem Polizeibericht befand sich die Gauleitung in Kuntzow. Sein Nachfolger in diesem Amt wurde Wilhelm Karpenstein.
1929 wurde Corswant Fraktionsvorsitzender der NSDAP im Provinziallandtag der Provinz Pommern. Zugleich war er auch Mitglied des Provinzialausschusses und ab 1935 des Provinzialrates.
Nach dem Ende seiner Tätigkeit als Gauleiter war Corswant in der Wirtschaftspolitischen Abteilung der Reichsleitung der NSDAP tätig. Bis zur „Machtergreifung“ fungierte er zudem als Beauftragter der Abteilung.
Er gründete 1930 die Ortsgruppe der NSDAP und den SA-Sturm 177 in Gützkow, dafür wurde er 1934 zusammen mit Adolf Hitler Ehrenbürger der Stadt (1996 gestrichen).
Bei der Reichstagswahl vom September 1930 wurde Corswant als Kandidat der NSDAP für den Wahlkreis 6 (Pommern) in den Reichstag gewählt. In den folgenden Wahlen wurde sein Mandat bestätigt, und Corswant gehörte dem Reichstag ohne Unterbrechung bis zu seinem Tod im Dezember 1942 an. Das wichtigste parlamentarische Ereignis in dieser Zeit war die Verabschiedung – auch mit seiner Stimme – des Ermächtigungsgesetzes im März 1933.
Am 1. Oktober 1935 wurde Corswant Mitglied des Reichsbauernrates. Im Februar 1936 erfolgte die Ernennung zum Landrat des Landkreises Greifswald. Am 23. April 1936 wurde Corswant schließlich Mitglied des Obersten Ehren- und Disziplinarhofs der Deutschen Arbeitsfront (DAF). Ferner schrieb er zwei Broschüren.
1939 umfasste sein Gutsbesitz konkret 487 ha Land. Es wurde eine Fohlenzucht betrieben, und es wurden Lanz-Bulldog angeschafft.
Er wurde in der Kapelle in Kuntzow beigesetzt. Die Gräber seiner Vorfahren sind noch auf dem Kirchhof vorhanden.

## Schriften
- Die Not der schaffenden deutschen Wirtschaft und die Zinsknechtschaft des Leihkapitals.
- Die Währung und Wirtschaft im völkischen Zukunftsstaat